# 雅克-爱德华·亚历克西

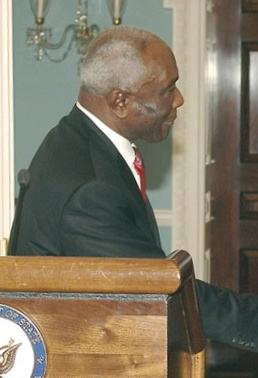
雅克-爱德华·亚历克西

雅克-爱德华·亚历克西（法語：Jacques-Édouard Alexis，1947年9月21日—，戈纳伊夫），海地政治家，曾任海地总理（1999年-2001年、2006年-2008年）。
2008年，海地因粮价飞涨而引发暴动，4月12日，亚历克西因此被海地参议院免去总理职务。

## 荣誉

### 外国勋章奖章
- 特种大绶景星勋章（中华民国，2000年1月7日批准[1]）